# Wesbach
Der Wesbach ist ein knapp zweieinhalb Kilometer langer, rechter und nördlicher Zufluss des Holzbaches im Westerwald.

## Geographie

### Verlauf
Der Wesbach entsteht nordwestlich von Seck aus mehreren Quellbächen, welche in den Großen Weiher einmünden. Der Wesbach verlässt den Weiher, fließt in Richtung Süden und bildet nach gut 250 Metern den Seckenweiher. In zwei Armen aufgespalten, fließt er von dort weiter südwärts in Richtung Seck. Die beiden Arme vereinigen sich wieder und der vereinigte Bach wird kurz darauf von einem Zufluss auf seiner linken Seite gestärkt. Der Wesbach fließt am westlichen Ortsrand von Seck entlang, kreuzt die L 300 und mündet kurz darauf in den Holzbach.

### Flusssystem Elbbach
- Fließgewässer im Flusssystem Elbbach